# 70e brigade de fusiliers motorisés de la Garde (Union soviétique)
Pour la 70e brigade de fusiliers motorisés de la Garde existant entre 2011 et 2019, voir 70e brigade indépendante de fusiliers motorisés de la Garde.
Pour les articles homonymes, voir 70e brigade.
La 70e brigade séparée de fusiliers motorisés de la Garde est une unité militaire soviétique de la guerre d'Afghanistan, spécialisée dans la contre-insurrection.
Formée en 1980 à partir du 373e régiment de fusiliers motorisés de la Garde, elle est l'héritière de la 12e brigade mécanisée de la Garde de la Seconde Guerre mondiale.

## Historique

### Seconde Guerre mondiale
La 55e brigade mécanisée est créée à partir de septembre 1942 à Verkhni Oufaleï. Elle rejoint le district militaire de Moscou en novembre, puis le 6e corps mécanisé en décembre. Le 9 janvier 1943, le corps est rebaptisé 5e corps mécanisé de la Garde (ru) et la brigade devient la 12e brigade mécanisée de la Garde,.

### Guerre froide
En juin 1945, le 5e corps mécanisé de la Garde est renommé 5e division mécanisée de la Garde et la 12e brigade devient le 12e régiment mécanisé de la Garde.
En 1957, la 5e division mécanisée de la Garde devient la 53e division de fusiliers motorisés de la Garde (en) (elle reprendra le numéro 5 en 1965) et le régiment devient le 25 juin le 373e régiment de fusiliers motorisés de la Garde,.

### Guerre d'Afghanistan
Le 1er mars 1980, la 70e brigade de fusiliers motorisés de la Garde est formée à partir du 373e régiment. Elle devient une unité non endivisionnée, directement rattachée à la 40e armée.
Comme sa brigade sœur, la 66e brigade de fusiliers motorisés (ru), la 70e brigade de la Garde est destinée à être utilisée en contre-insurrection. Elles comptent trois bataillons d'infanterie motorisée, un bataillon d'assaut aérien, un bataillon d'obusiers, un bataillon de reconnaissance, un bataillon de chars,. Sa base est située à l'aéroport international de Kandahar.
Elle est dissoute en 1989.